# Bumirejo (Kepoh Baru)
Bumirejo is een bestuurslaag in het regentschap Bojonegoro van de provincie Oost-Java, Indonesië. Bumirejo telt 3364 inwoners (volkstelling 2010).